# Linda Villumsen
Linda Melanie Villumsen Serup (Herning, 9 de abril de 1985) é uma ciclista neozelandesa, de origem dinamarquesa. Especialista na modalidade contrarrelógio, resultou em sete medalhas de campeonatos mundiais, uma delas de ouro.
Nascida da Dinamarca, no final de 2009 nacionalizou neozelandesa. Tem participado nos Jogos Olímpicos, defendendo os dois países.